# Josró Yahanbaní
Josró Yahanbaní (27 de febrero de 1941; Teherán-16 de abril de 2014; Ginebra) era el hijo del general iraní Amanollah Yahanbaní y el segundo esposo de la princesa Shahnaz Pahlaví.

## Primeros años
Yahanbaní nació el 27 de febrero de 1941 en Teherán y fue el hijo menor del general iraní Amanollah Yahanbaní, bisnieto de Fath Alí Sah. Su madre, Helen Kasminsky, era de la aristocracia rusa en Petrogrado, hija de Alexander Kasminsky. Su abuelo fue gobernador de Azerbaiyán. Él era el hermano menor de Nader Yahanbaní que fue ejecutado en febrero de 1979 después de la revolución iraní.

## Vida personal
Yahanbaní estaba casado con la princesa Shahnaz Pahlaví, la hija mayor del sah Mohammad Reza Pahlaví. Se casaron en la embajada iraní en París en febrero de 1971. En una publicación de la República Islámica de Irán, se argumenta que el matrimonio no era apoyado por el padre de Shahnaz Pahlaví, el sah Mohammad Reza Pahlaví.
Tuvieron dos hijos; un hijo, Keijosró, (nacido el 20 de noviembre de 1971) y una hija, Fawzia, (nacida en 1973).
Yahanbaní murió el 16 de abril de 2014 después de una lucha contra el cáncer durante varios años.